# Kutaranatti, Parasgad
Kutaranatti là một làng thuộc tehsil Parasgad, huyện Belgaum, bang Karnataka, Ấn Độ.